# Friedrich von Keppel
Friedrich von Keppel (* im 16. Jahrhundert; † November 1566) aus dem Adelsgeschlecht derer von Keppel war Domherr in Münster.

## Leben

### Herkunft und Familie
Friedrich von Keppel war der Sohn des Hermann von Keppel zu Nienborg und dessen Gemahlin Elisabeth von Galen zu Ermelinghof. Er hatte drei Geschwister: Dietrich (Rittmeister zu Steinfurt), Gerd und Jakob. Die Familie stiftete im späten Mittelalter das Leprosehause in Nienborg und gehörte höchstwahrscheinlich bereits seit Gründung der bischöflichen Landesburg Nienborg im Jahre 1198 durch Fürstbischof Hermann II. zu den Burgmannen.
Die Keppelborg war der Wohnsitz der Familie.

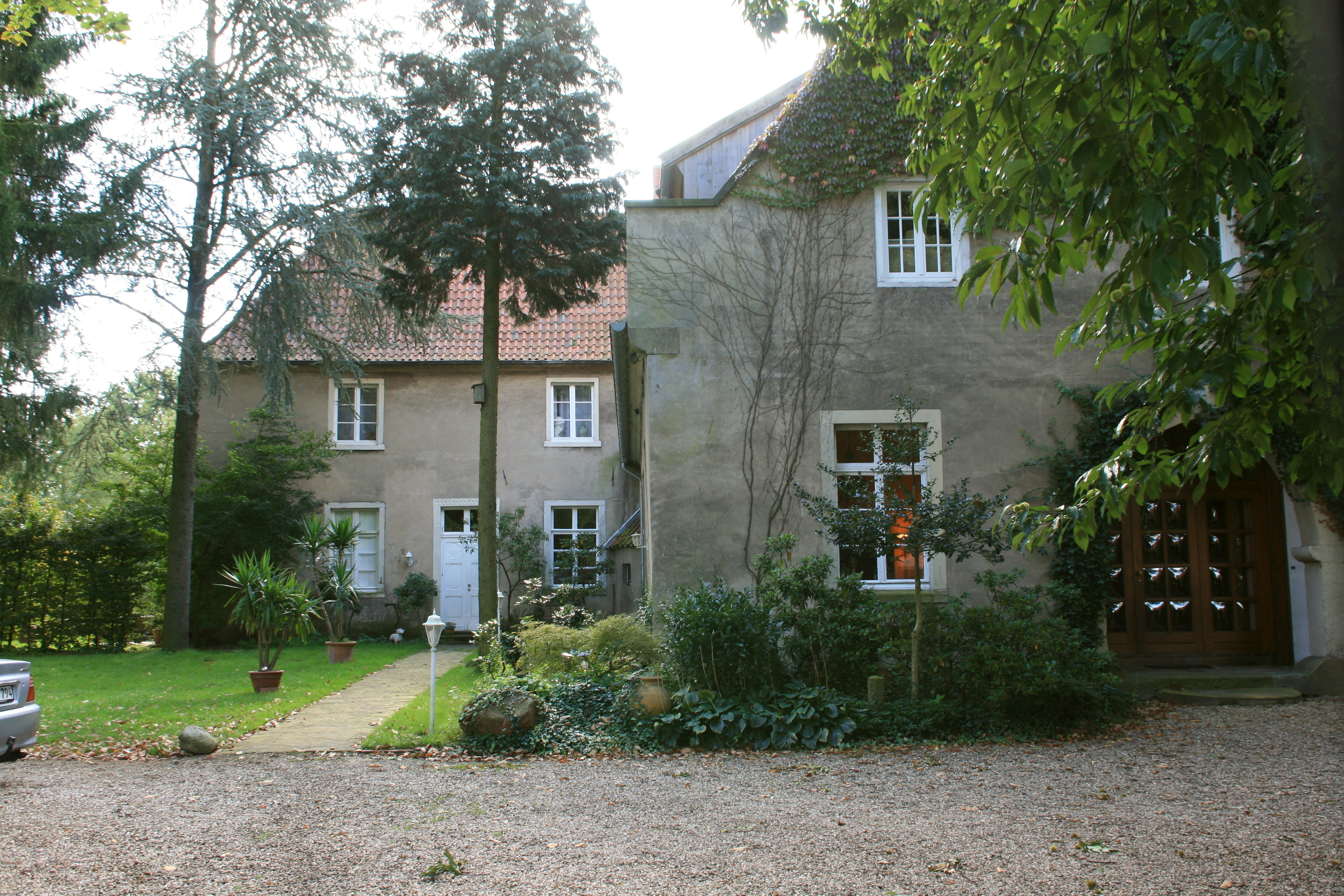
Keppelborg, im 16. Jahrhundert Wohnsitz der Familie von Keppel

### Wirken
Gegen eine Geldabfindung kam Friedrich am 15. Juli 1541 in den Besitz der Dompräbende, auf die der Domherr Johann von der Leyen verzichtet hatte. Bis zu seinem Tode übte er das Amt des Domherrn aus. Über sein Wirken gibt die Quellenlage keinen Aufschluss.